# بازتاب داخلی کلی

پرتوهایی با زاویه برخورد بزرگتر از زاویه بحرانی بازتاب کلی می‌شود.

کل بازتابش داخلی که به نام‌های بازتاب داخلی یا بازتاب داخلی کل و یا بازتابش کلی نیز شناخته می‌شود، پدیده‌ای اپتیکی است که زمانی رخ می‌دهد که پرتوی نوری در گذر از محیط غلیظ به محیط رقیق با زاویه‌ای بزرگتر از زاویه‌ای بحرانی (نسبت به خط عمود بر سطح) به سطح مشترک دو ناحیه برخورد کند. در این صورت نور به محیط رقیق راه نمی‌یابد، بلکه به‌طور کلی به درون محیط غلیظ بازتابیده می‌شود. این پدیده بیشتر به صورت پدیده‌ای نوری مشاهده می‌شود، اگرچه برای انواع دیگری از امواج مانند هر نوع تابش الکترومغناطیسی یا صوت نیز اتفاق می‌افتد.